# Tumba N.º3 de Anak
La Tumba N.º3 de Anak es una tumba de cámara de Goguryeo ubicada en Anak, Hwanghae del Sur, Corea del Norte. Es conocido por pinturas murales y un epitafio. Es parte del Complejo de Tumbas de Koguryo.
Fue descubierto en 1949 con valiosos tesoros robados, pero murales en buen estado.

## Epitafio y su interpretación
La Tumba N.º3 de Anak es una de las pocas tumbas de Goguryeo que tienen epitafios para poder determinar sus fechas. Su epitafio de siete líneas contiene la fecha 357, el nombre personal Dong Shou (冬壽), su título, su lugar de nacimiento y su edad al morir. En consecuencia, algunos eruditos generalmente c.ºnsideran este sitio como la tumba de Dong Shou. La inscripción de Dong Shou relata que era un general del estado de Xianbei de Mujong en Liaodong (actual Liaoning, China), que huyó a Goguryeo en 336 y se le otorgó un puesto en el antiguo territorio de la comandancia de Lelang. El erudito chino Yeh Pai, quien descifró la inscripción en 1951 y publicó sus hallazgos en el informe del Instituto de Arqueología de Corea del Norte, argumentó que el hombre era el mismo Dong Shou, un refugiado de Liaodong que huyó de las invasiones de Xianbei en 337, como el que apareció en dos historias chinas, la Chin shu y la Tzu-chih t'ung-chien. Las conclusiones de Yeh Pai fueron aceptadas en el informe coreano formal de 1958; sin embargo, algunos eruditos coreanos aún mantienen que la tumba pertenece al rey Mi-chon. Mientras que K. H. J. Gardiner y Wonyong Kim creen que se trata de una tumba china de excelente calidad, los eruditos de Corea del Norte y del Sur creen que Dong Shou era un funcionario emigrado. Además, la calidad de estas pinturas y el tamaño de la tumba indican que se trata de una tumba real de Koguryo, una teoría defendida recientemente por Hwi-joon Ahn y Youngsook Pak. Los eruditos de Corea del Norte afirman que es el mausoleo del rey Micheon o el rey Gogugwon.
El epitafio refleja una situación compleja en la Dong Shou y Goguryeo se metieron. Reclamó varios títulos, incluidos "Ministro de Lelang" y "Gobernador de Changli, Xuantu y Daifang". No está claro si estos títulos fueron otorgados o simplemente fue una autodesignación. Los eruditos asocian uno de sus títulos "Ministro de Lelang" con el título de "Duque de Lelang", que fue otorgado al rey Gogugwon por Murong Jun de Mujong en 354.
Los murales encontrados en la Tumba Nº3 de Anak son casi idénticos a los de la Tumba Yuantaizi encontrada en Liaoning.[cita requerida]

## Murales

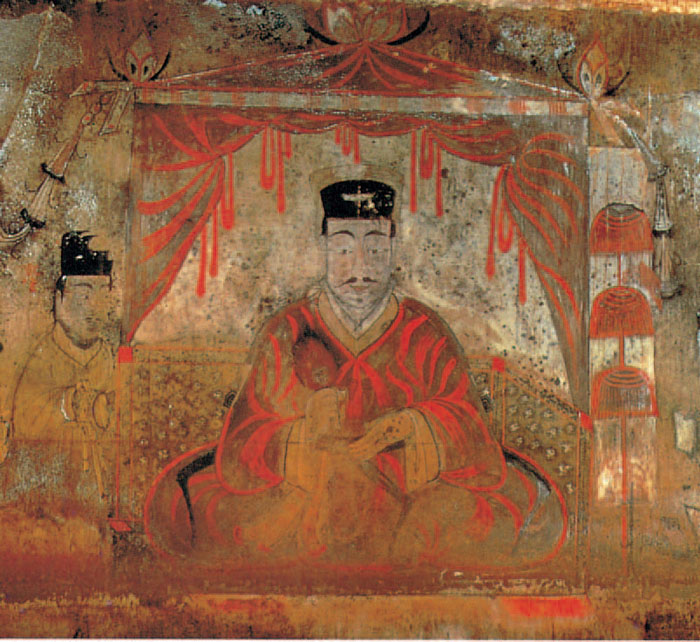
Hombre (dueño de la tumba)
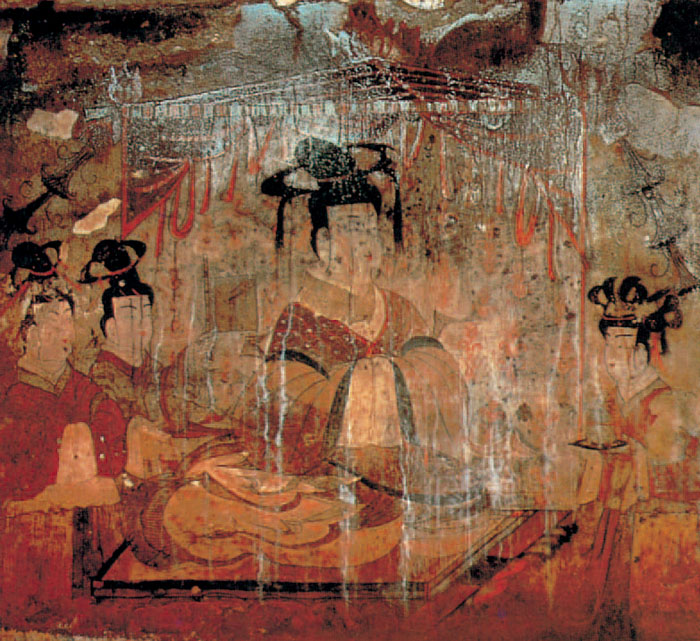
Mujer (esposa del dueño)
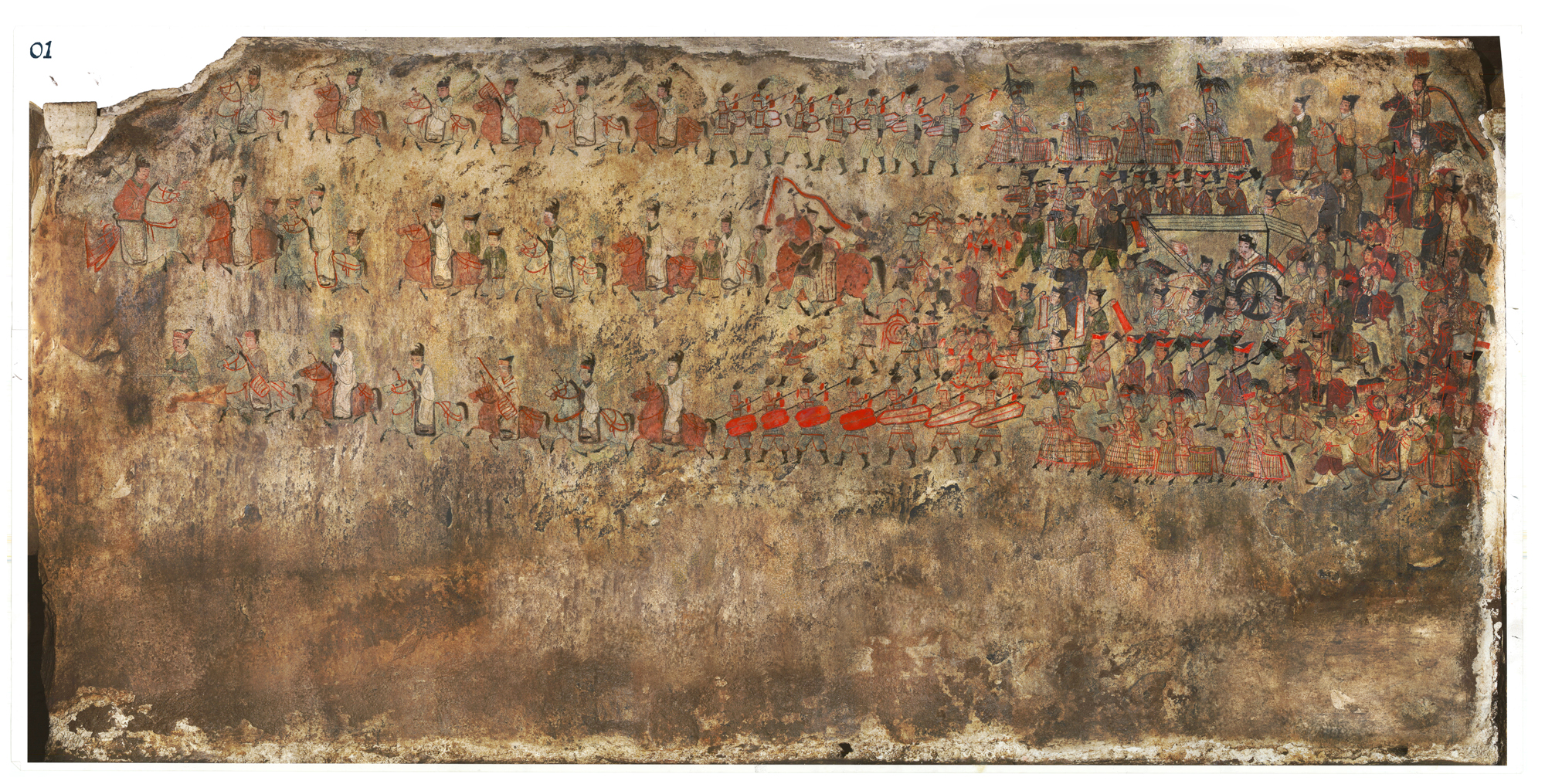
Escena de la procesión
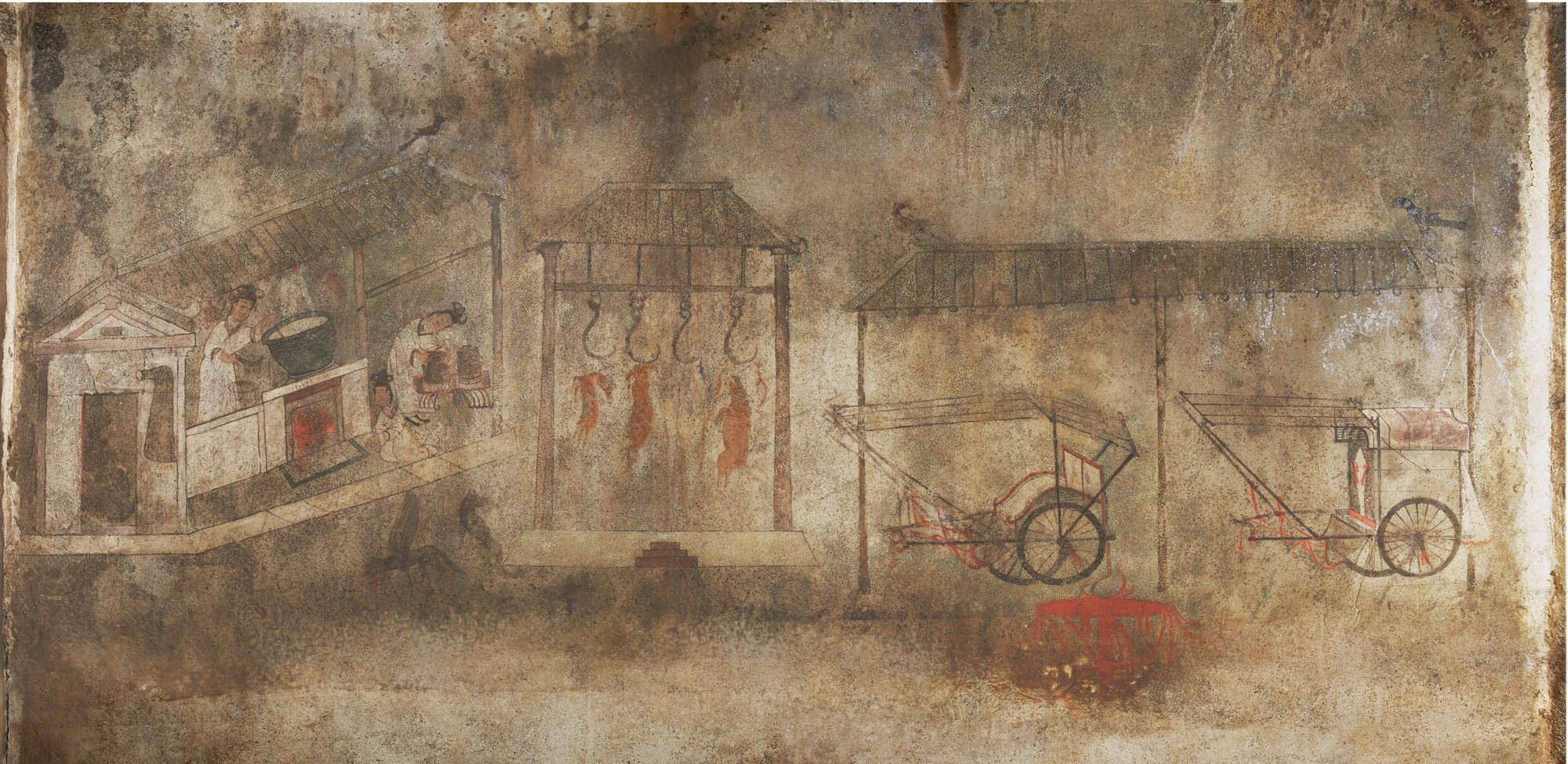
Pintura de vida interior

La Tumba Nº3 de Anak alberga múltiples pinturas murales famosas, cada una de las cuales brinda una mayor comprensión de la vida y la jerarquía del pueblo de Goguryeo. Contiene dos retratos, uno en la pared frontal de la cámara del lado oeste y otro en la pared sur, que representan a un hombre y una mujer, respectivamente. Los estudiosos han cuestionado el propietario de esta tumba y, por lo tanto, la identidad de las personas retratadas en estos murales; debido al epitafio, muchos creen que las imágenes representan a Dong Shou, un refugiado de Mujong, y su esposa, mientras que otros creen que la persona representada era el rey de Goguryeo, el rey Gogugwon. Se muestra que el hombre en el mural está sentado erguido y está flanqueado por otros hombres que son más pequeños que él. Está vestido con ropa de seda roja con un kwan blanco sobre un kwan interior negro y mira fijamente con una expresión impersonal. La pintura de la mujer se encuentra en la pared sur de la tumba, junto a la del hombre, y su posición sentada está ligeramente girada hacia él. La mujer también lleva una expresión impersonal, pero con una forma de rostro notable; su rostro, al igual que los rostros de las mujeres que la flanquean, es redondo y lleno, diferente a la estructura facial típica de la gente de Goguryeo, quienes tenían rostros alargados y ovalados. Sin embargo, la mujer lleva un conjunto de atuendo chino llamado guiyi, que es una ropa de cola de golondrina de varias vueltas; esto refleja influencias chinas en la tumba y puede indicar el estilo de ropa usado en las seis dinastías chinas. El peinado de la mujer es idéntico al peinado en la dinastía Wei del Norte.
El siguiente mural en esta tumba es una escena de procesión y reside en el corredor. Contiene 250 personas, incluido el dueño de la tumba que está sentado en un carro tirado por una vaca. Otras personas de Goguryeo que se muestran en este mural incluyen miembros de una banda de música, abanderados, sirvientas y funcionarios civiles. La gran cantidad de personas sugiere el alto estatus social del propietario. También es importante notar la estructura facial aparentemente idéntica e impersonal de las personas incluidas en esta escena. Esto se puede atribuir al hecho de que en el momento en que se desarrolló este mural, la expresión de la individualidad aún no era una técnica desarrollada en las pinturas de Goguryeo.
El interior de la cámara oriental contiene un colorido mural que ilustra la vida típica del pueblo Goguryeo. La escena incluye una cocina, una sala de almacenamiento de carne, un granero, un cobertizo para carruajes y personal doméstico, junto con otras características comunes. Este mural permite a los estudiosos analizar los rituales diarios de la cultura Goguryeo y obtener una idea de cómo pudo haber sido la casa del dueño de la tumba.